# Улица Розанова
Улица Розанова — улица в Северном административном округе города Москвы на территории Хорошёвского района.

## История
Улица Розанова появилась во второй половине 1950-х годов. Получила название 5 ноября 1957 года в ознаменование 40-й годовщины Октябрьской революции в память о революционере Георгии Николаевиче Розанове (1874—1944).

## Расположение
Улица Розанова расположена вдоль путей Белорусского направления МЖД. Улица начинается на перекрёстке с Хорошёвским шоссе около западного выхода станции метро «Беговая». Идёт на юг, с запада её пересекает 3-й Хорошёвский проезд. Улица Розанова заканчивается тупиком в промзоне.